# Howard C. Hickman
Pour les articles homonymes, voir Hickman.

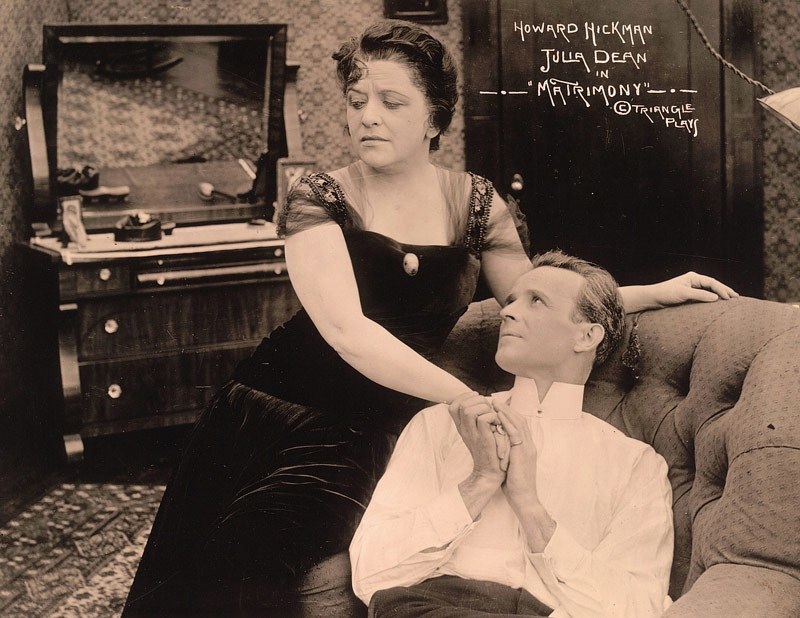
Avec Julia Dean, dans Matrimony (1915)

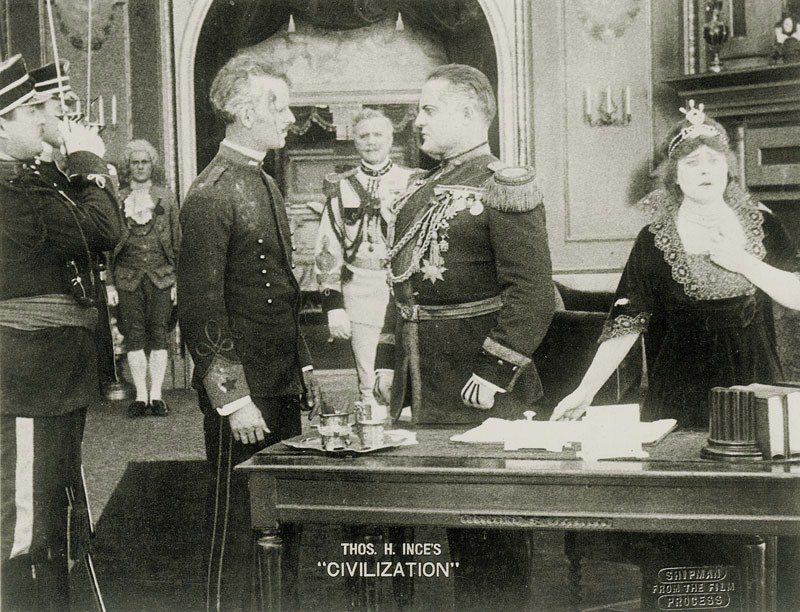
De g. à d. : deux gardes, un serviteur (non identifiés), Howard C. Hickman, Charles K. French, Herschel Mayall et Lola May, dans Civilisation (1916)

Howard Charles Hickman (parfois crédité Howard Hickman) est un acteur, réalisateur, scénariste et dramaturge américain, né le 9 février 1880 à Columbia (Missouri), mort le 31 décembre 1949 à San Anselmo, en Californie.

## Biographie
Howard C. Hickman entame sa carrière d'acteur au théâtre et joue notamment à Broadway en 1921, dans la pièce The Skirt dont il est l'auteur, aux côtés de son épouse Bessie Barriscale (1884-1965).
Au cinéma, il débute comme acteur dans un court métrage muet sorti en 1912. Jusqu'en 1918, il contribue à quarante-neuf autres films muets américains (certains avec sa femme), produits entre autres par la Triangle Film Corporation. L'un d'eux est le film de guerre Civilisation de Reginald Barker, Thomas H. Ince et Raymond B. West (1916, avec Kate Bruce et Charles K. French), où il tient le premier rôle masculin du comte Ferdinand.
Toujours durant la période du muet, il est le réalisateur de dix-neuf films (et scénariste pour deux d'entre eux) sortis entre 1915 et 1921, dont onze en 1918-1919 avec son épouse en vedette (ex. : Her Purchase Price (en) en 1919, avec Alan Roscoe). Sa dernière réalisation est le western Man of the Forest (1921), avec Claire Adams, adapté du roman éponyme de Zane Grey (un remake d'Henry Hathaway, sous le même titre original, avec Randolph Scott, sortira en 1933).
Howard C. Hickman revient au cinéma, désormais exclusivement comme acteur, à l'occasion de son premier film parlant, Alias Jimmy Valentine de Jack Conway, avec William Haines dans le rôle-titre et Lionel Barrymore, sorti en 1928. Par la suite, il apparaît comme second rôle de caractère (ou tient des petits rôles non crédités) dans deux-cent-dix-huit autres films, les derniers sortis en 1944 (dont Madame Parkington de Tay Garnett, avec Greer Garson et Walter Pidgeon).
Mentionnons également Furie de Fritz Lang (1936, avec Spencer Tracy et Sylvia Sidney), Autant en emporte le vent de Victor Fleming (1939, avec Vivien Leigh et Clark Gable, où il est John Wilkes, le père d’Ashley joué par Leslie Howard), ou encore Les Aventures de Tarzan à New York de Richard Thorpe (1942, dernier film du couple Johnny Weissmuller-Maureen O'Sullivan).

## Filmographie

### Comme acteur (sélection)

#### Période du muet (1912-1918)
- 1912 : The Dead Pay de Francis Ford (court métrage)
- 1913 : Captain Kidd d'Otis Turner (court métrage)
- 1913 : The Doctor's Orders de James Neill (court métrage)
- 1914 : Divorce de Raymond B. West (court métrage)
- 1914 : Almost a White Hope de Donald MacDonald (court métrage)
- 1914 : The Making of Bobby Burnit d'Oscar Apfel (court métrage)
- 1915 : The Chinatown Mystery (en) de Reginald Barker (court métrage)
- 1915 : The Bride of Guadaloupe de Walter Edwards (court métrage)
- 1915 : The Roughneck de William S. Hart et Clifford Smith (court métrage)
- 1915 : The Cup of Life de Thomas H. Ince et Raymond B. West
- 1915 : The Kite de Tom Chatterton (court métrage)
- 1915 : The Man from Oregon de Reginald Barker et Walter Edwards
- 1915 : Matrimony de Scott Sidney (court métrage)
- 1916 : The Moral Fabric de Raymond B. West
- 1916 : Le Défenseur (The Sin Ye Do) de Walter Edwards
- 1916 : The Jungle Child de Walter Edwards
- 1916 : Somewhere in France de Charles Giblyn
- 1916 : Civilisation (Civilization) de Reginald Barker, Thomas H. Ince et Raymond B. West
- 1917 : Chicken Casey de Raymond B. West
- 1917 : Celle qui paie (Those Who Pay) de Raymond B. West
- 1918 : Madame Qui ? (Madam Who?) de Reginald Barker
- 1918 : Rose o' Paradise de James Young
- 1918 : The Cast-Off de Raymond B. West
- 1918 : Social Ambition de Wallace Worsley

#### Période du parlant (1928-1944)

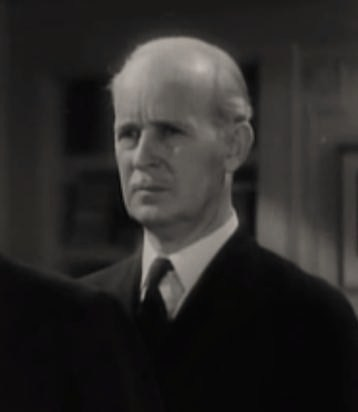
Dans Mystery Liner (1934)

- 1928 : Jimmy le mystérieux (Alias Jimmy Valentine de Jack Conway
- 1929 : The Broadway Hoofer de George Archainbaud
- 1929 : Her First Command de Gregory La Cava
- 1930 : Brothers de Walter Lang
- 1934 : Franc Jeu d'Archie Mayo
- 1934 : Un héros moderne (A Modern Hero) de Georg Wilhelm Pabst
- 1934 : Train de luxe (Twentieth Century) de Howard Hawks
- 1934 : Sisters Under the Skin de David Burton
- 1934 : Voici la marine (Here Comes the Navy) de Lloyd Bacon
- 1934 : Return of the Terror (en) de Howard Bretherton
- 1934 : Mystery Liner de William Nigh
- 1934 : Mariage secret (The Secret Bride) de William Dieterle
- 1935 : Poochy ou Pour garder son enfant (Carnival) de Walter Lang
- 1935 : Cinquante mille dollars morte ou vive (Three Kids and a Queen) de Edward Ludwig
- 1935 : Code secret (Rendezvous) de William K. Howard et Sam Wood
- 1935 : It's in the Air de Charles Reisner
- 1935 : Too Tough to Kill de D. Ross Lederman
- 1935 : On a volé les perles Koronoff (Whipshaw) de Sam Wood
- 1935 : L'Évadée (Woman Wanted) de George B. Seitz
- 1936 : Le Capitaine du diable (Hell-Ship Morgan) de D. Ross Lederman
- 1936 : La Bohémienne (The Bohemian Girl) de James W. Horne et Charley Rogers
- 1936 : August Week End de Charles Lamont
- 1936 : Enfants abandonnés (Too Many Parents) de Robert F. McGowan
- 1936 : Furie (Fury) de Fritz Lang
- 1936 : Two Against the World de William C. McGann
- 1936 : Sur les ailes de la danse (Swing Time) de George Stevens
- 1936 : Wild Brian Kent de Howard Bretherton
- 1936 : Happy Go Lucky de Aubrey Scotto
- 1936 : Une fine mouche (Libeled Lady) de Jack Conway
- 1936 : Sous le masque (Crack-Up) de Malcolm St. Clair
- 1936 : Career Woman de Lewis Seiler
- 1937 : Join the Marines de Ralph Staub
- 1937 : Venus Makes Trouble de Gordon Wiles
- 1937 : Deanna et ses boys (One Hundred Men and a Girl) de Henry Koster
- 1937 : The Crime Nobody Saw de Charles Barton
- 1937 : Le Chant du printemps (Maytime) de Robert Z. Leonard
- 1937 : Jim Hanvey, Detective de Phil Rosen
- 1937 : Charlie Chan aux Jeux olympiques (Charlie Chan at the Olympics) de H. Bruce Humberstone
- 1937 : The Lady Escapes d'Eugene Forde
- 1937 : Artistes et Modèles (Artists & Models) de Raoul Walsh
- 1937 : One Mile from Heaven de Allan Dwan
- 1937 : Western Gold de Howard Bretherton
- 1937 : Borrowing Trouble de Frank R. Strayer
- 1938 : La Revanche de Tarzan (Tarzan's Revenge) de D. Ross Lederman
- 1938 : Start Cheering de Albert S. Rogell
- 1938 : Flight Into Nowhere de Lewis D. Collins
- 1938 : Joyeux Gitans (Rascals) de H. Bruce Humberstone
- 1938 : La Coqueluche de Paris (The Rage of Paris) de Henry Koster
- 1938 : Vacances (Holiday) de George Cukor
- 1938 : Come On Leathernecks ! de James Cruze
- 1938 : Juvenile Court de D. Ross Lederman
- 1938 : I Stand Accused de James H. Auer
- 1938 : Kentucky de David Butler
- 1939 : Convict's Code (en) de Lambert Hillyer
- 1939 : Les trois jeunes filles ont grandi (Three Smart Girls Grow Up) de Henry Koster
- 1939 : Trouble in Sundown (en) de David Howard
- 1939 : Les Ailes de la flotte (Wings of the Navy) de Lloyd Bacon
- 1939 : Everybody's Baby de Malcolm St. Clair
- 1939 : The Kansas Terrors de George Sherman
- 1939 : Autant en emporte le vent (Gone with the Wind) de Victor Fleming, George Cukor et Sam Wood
- 1939 : Wife, Husband and Friend (en) de Gregory Ratoff
- 1939 : Nous irons à Paris (Good Girls Go to Paris) de Alexander Hall
- 1939 : Agent double (Espionage Agent) de Lloyd Bacon
- 1939 : Beware Spooks ! de Edward Sedgwick
- 1939 : Little Accident de Charles Lamont

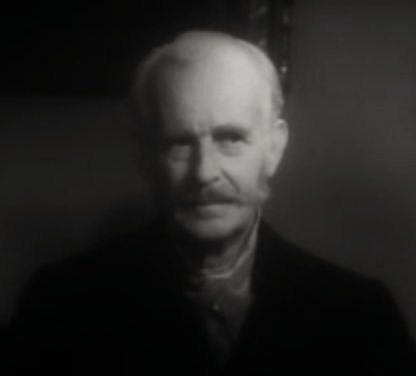
Dans Cheers for Miss Bishop (1941)

- 1940 : La Caravane héroïque (Virginia City) de Michael Curtiz
- 1940 : Bullet Code (en) de David Howard
- 1940 : Une femme dangereuse (They Drive By Night) de Raoul Walsh
- 1940 : La Fièvre du pétrole (Boom Town) de Jack Conway
- 1940 : Gangs of Chicago de Arthur Lubin
- 1940 : Rendez-vous à minuit (It All Came True) de Lewis Seiler
- 1940 : Girls on the Road de Nick Grinde
- 1940 : En avant la musique (Strike Up the Band) de Busby Berkeley
- 1941 : Washington Melodrama de S. Sylvan Simon
- 1941 : Cheers for Miss Bishop de Tay Garnett
- 1941 : Dick Tracy vs. Crime, Inc. (en) de William Witney et John English (serial)
- 1941 : La Fille du péché (Lady from Louisiana) de Bernard Vorhaus
- 1941 : Nine Lives Are Not Enough de A. Edward Sutherland
- 1941 : La Reine des rebelles (Belle Starr) de Irving Cummings
- 1941 : Les Oubliés (Blossoms in the Dust) de Mervyn LeRoy
- 1941 : Bombardiers en piqué (Dive Bomber) de Michael Curtiz
- 1941 : Doctors Don't Tell de Jacques Tourneur
- 1941 : Tu m'appartiens (You Belong to Me) de Wesley Ruggles
- 1941 : Tuxedo Junction (en) de Frank McDonald
- 1942 : I Was Framed de D. Ross Lederman
- 1942 : Les Aventures de Tarzan à New York (Tarzan's New York Adventures) de Richard Thorpe
- 1942 : L'Assassin au gant de velours (Kid Glove Killer) de Fred Zinnemann
- 1943 : Quand le jour viendra (Watch on the Rhine) de Herman Shumlin et Hal Mohr
- 1944 : Casanova in Burlesque de Leslie Goodwins
- 1944 : Le Corps céleste (The Heavenly Body) de Alexander Hall et Vincente Minnelli
- 1944 : Hollywood Parade (Follow the Boys) de A. Edward Sutherland et John Rawlins
- 1944 : Madame Parkington (Mrs. Parkington) de Tay Garnett

### Comme réalisateur (intégrale)
(films muets exclusivement)

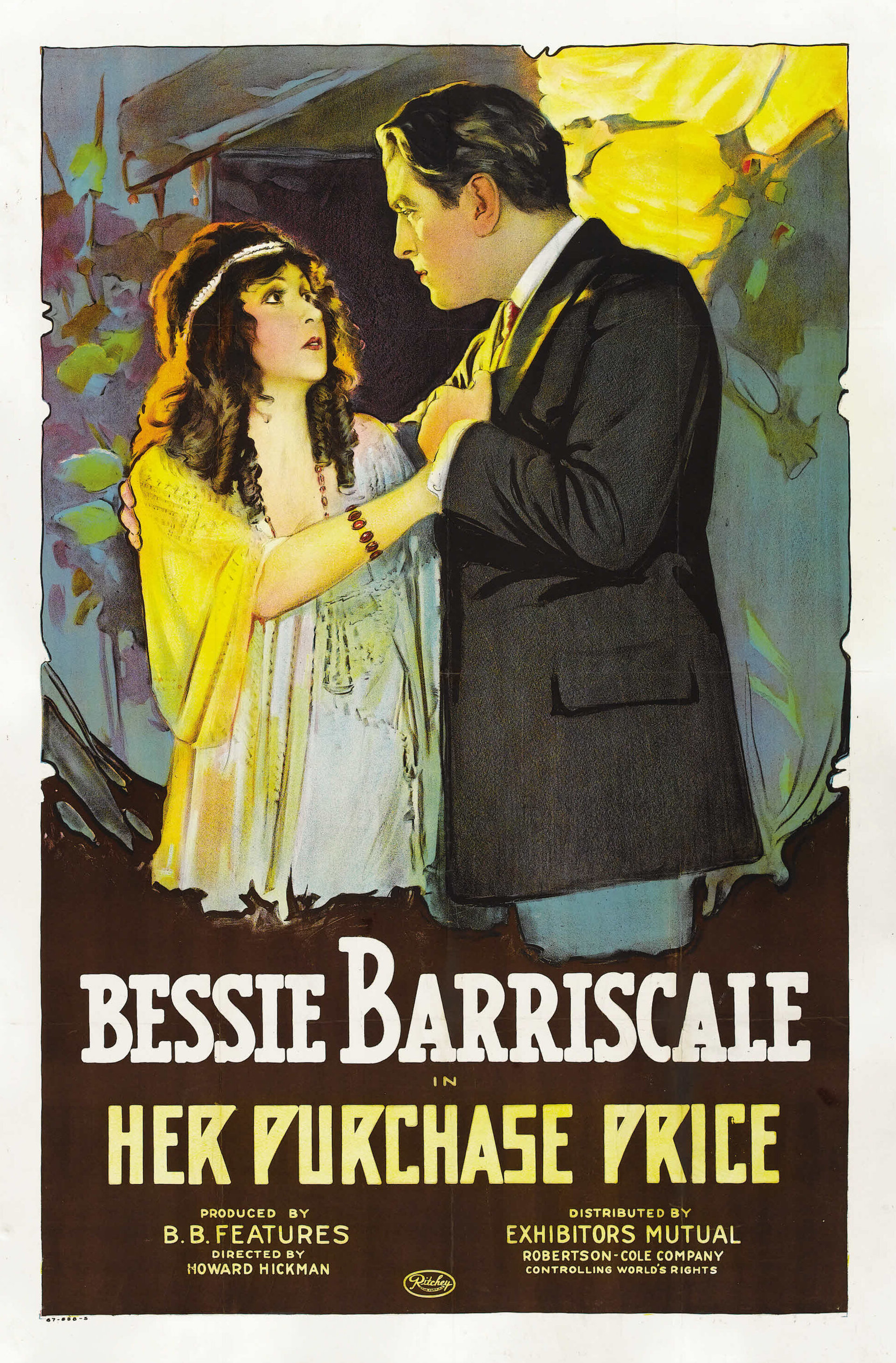
Poster promotionnel pour Her Purchase Price (1919)

- 1915 : His Mother's Portrait, avec Frank Borzage, Lew Cody (court métrage)
- 1915 : When Love Leads (court métrage)
- 1918 : The White Lie (*), avec Edward Coxen
- 1918 : The Heart of Rachael (*), avec Ella Hall
- 1918 : Two-Gun Betty (*)
- 1919 : All of a Sudden Norma (*)
- 1919 : A Trick of Fate (*)
- 1919 : Hearts Asleep (*), avec Frank Whitson
- 1919 : Josselyn's Wife (en) (*), avec Marguerite De La Motte
- 1919 : Tangled Threads (*), avec Rosemary Theby, Henry Kolker
- 1919 : Her Purchase Price (*), avec Alan Roscoe, Irene Rich, Henry Kolker
- 1919 : Kitty Kelly, M.D. (*), avec Jack Holt (+ scénariste)
- 1919 : Beckoning Roads (*), avec George Periolat
- 1920 : Just a Wife, avec Leatrice Joy, Kathlyn Williams
- 1921 : Nobody's Kid, avec Mae Marsh (+ scénariste)
- 1921 : Le Carnet rouge (The Killer, coréalisé par Jack Conway), avec Claire Adams, Jack Conway
- 1921 : The Lure of Egypt, avec Claire Adams, Robert McKim, Jean Hersholt
- 1921 : A Certain Rich Man, avec Claire Adams, Robert McKim, Jean Hersholt
- 1921 : Man of the Forest, avec Claire Adams, Robert McKim, Jean Hersholt

(*) : films avec Bessie Barriscale

## Théâtre à Broadway
(comme acteur et dramaturge)
- 1921 : The Skirt, avec Bessie Barriscale, Paul Harvey